# ابن صوری
ابن صوری، با نام کامل رشید الدین ابومنصور بن ابی الفضل بن علی صوری، از پزشکان و گیاه‌شناسان مهم سوری است که در جنگ‌های صلیبی نیز به عنوان پزشک حاضر بوده‌است.

## سرگذشت
رشید الدین ابومنصور بن ابی الفضل بن علی صوری مشهور به ابن صوری است که به سال۵۷۳ قمری در صور لبنان زاده شد. وی در همان‌جا رشد و نمو یافت و در نوجوانی به دمشق رفت. در آنجا نزد موفق الدین عبدالعزیز سلمی طبابت آموخت و موفق شد تا کتب طبی را در محضر موفق الدین عبدال الطیف بن یوسف بغدادی فرابخواند. او چندسالی را در قدس اقامت گزید و همان‌جا در بیمارستان شهر به معالجه مشغول شد. وی در این دوران با ابوالعباس جیانی یکی از اساتید بزرگ طب و دارو آشنا شد. وی توانست آثار دیوسکوریدس، جالینوس و احمد بن محمد غافقی قرطبی را بخواند. با این حساب توانست شیوه اطبای اندلس را بیاموزد. پس از آن، وی سفرهایی را برای کاوش‌های گیاه‌شناسی شروع کرد و در این سفرها، علی بن یوسف تنوخی را با خود همراه کرد. وی با ملک عادل ابوبکر احمد ایوبی که به مصر عزیمت داشت، ملاقات داشت و همراه با وی، به عنوان طبیب خاص، در خدمتش ماند. وی در جنگ‌های صلیبی به همراه همین امیر ایوبی شرکت کرد و در معالجه مجروحان جنگی، نقش مؤثری داشت. پس از مرگ عادل، وی نزد پسرش ملک معظم خدمتگذاری کرد. در این دوران، ریاست امور پزشکی دمشق به او سپرده شد. ابن صوری در این مدت، به تدریس طب نیز پرداخت. او در این دوران به تحریر آثار خود در داروشناسی و… پرداخت.
امروزه برخی از محققان عرب، ابن صوری را بنیادگذار گیاه‌شناسی علمی نوین معرفی می‌کنند. البته باید توجه داشت که امکان مشخص کردن جایگاه ابن صوری در تاریخ علم گیاه‌شناسی، بدون دسترسی به کتاب مفقوده او (الادویه المفرده) امکان‌پذیر نیست. آثار وی در جهان غرب نیز شناخته شده‌است و از کتاب وی به عنوان مرجعی در داروشناسی در اروپا یاد می‌شود.

## آثار
از جمله آثار وی عبارت است از:
- تذکرة الکحالین، یا الکافی فی طب العیون
- الادویة المفردة
- الرد علی کتاب التاج البلغاری فی الادویة المفردة
- تعالیق و فوائد و وسایا طبیة
- ادویة التّریاق الکبیر